# Le Mesnil-Saint-Firmin
Le Mesnil-Saint-Firmin è un comune francese di 220 abitanti situato nel dipartimento dell'Oise della regione dell'Alta Francia.

## Società

### Evoluzione demografica
Abitanti censiti